# Цур, Георг
Георг Цур (нем. Georg Zur; 15 февраля 1930, Гёрлиц, Веймарская республика — 8 января 2019, Ватикан) — немецкий прелат и ватиканский дипломат. Титулярный архиепископ Сесты с 5 февраля 1979 по 8 января 2019. Апостольский про-нунций в Замбии и Малави с 5 февраля 1979 по 3 мая 1985. Апостольский нунций в Парагвае с 3 мая 1985 по 13 августа 1990. Апостольский про-нунций в Индии и Непале с 13 августа 1990 по 7 декабря 1998. Президент Папской Церковной академии с 7 декабря 1998 по 29 января 2000. Апостольский нунций в Российской Федерации с 29 января 2000 по 8 октября 2002. Апостольский нунций в Австрии с 8 октября 2002 по 26 июля 2005.

## Биография
- 10 октября 1955 года — рукоположён в священники.
- С 5 февраля 1979 года — Титулярный архиепископ Сесты и Апостольский про-нунций в Замбии и Малави.
- 3 мая 1985 года — Апостольский нунций в Парагвае.
- 13 августа 1990 года — Апостольский про-нунций в Индии и Непале.
- 7 декабря 1998 года — президент Папской Церковной академии (Римская Курия).
- 29 января 2000 года — 8 октября 2002 года — Апостольский нунций в Российской Федерации.
- 8 октября 2002 года — 26 июля 2005 года — Апостольский нунций в Австрии.
- Почётный нунций в Австрии в отставке (Apostolic Nuncio Emeritus[2] to Austria).
- Умер в Ватикане 8 января 2019 года.